# جو إنجل
جو إنجل (بالإنجليزية: Joe Engel)‏ هو لاعب كرة قاعدة أمريكي، ولد في 12 مارس 1893، وتوفي في 12 يونيو 1969 في تشاتانوغا في الولايات المتحدة.

## وصلات خارجية
- جو إنجل على موقعبيزبول رفرنس.كوم (الدوري الرئيسي) (الإنجليزية)
- جو إنجل على موقعبيزبول رفرنس.كوم (الدوري الثانوي) (الإنجليزية)
- جو إنجل على موقع قاعة تينيسي للمشاهير الرياضية (الإنجليزية)